# Чернецтво у Візантії

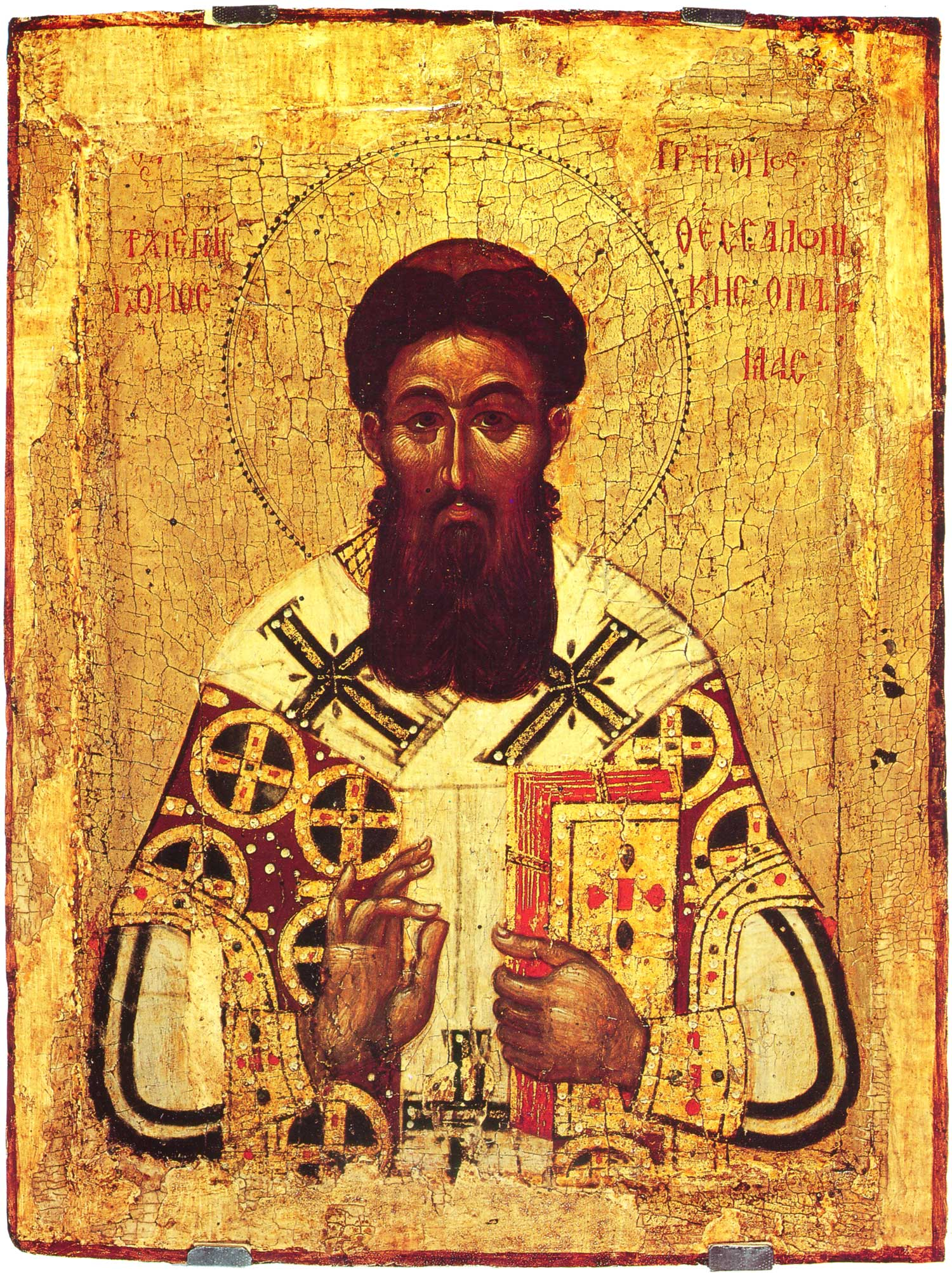
Григорій Палама, ікона початку XV століття. ДМОМ імені Пушкіна

Черне́цтво було однією з найважливіших частин суспільства Візантійської імперії, яка надавала вплив на повсякденне життя практично кожного візантійця.

## Передумови
Християнське чернецтво вперше з'явилося на території Римської імперії наприкінці ІІІ століття в Єгипті. У першій половині IV століття там склалися дві основні форми чернецтва, пустельницька і кіновія. Відлюдники, наслідуючи приклад Антонія Великого, прагнули досягти індивідуально порятунку шляхом аскетизму. У монастирях, що виникли у Верхньому Єгипті за зразком кіновіі Пахомія Великого, монахи проживали і працювали спільно і приносили обітницю послуху настоятелю. Монастирі, засновані за таким принципом, складалися з сотень або навіть тисяч ченців. З Єгипту монашество потрапило в Сирію і Палестину, де одержали поширення лаври, що поєднують пустельницькі та риси. В Анатолії Василій Великий склав монаші правила, які лягли в основу більш пізніх статутів-типиконів.

## Характеристика
Особливістю візантійського чернецтва, порівняно з західним, є відсутність чернечих орденів. Замість цього кожен монастир мав свій типікон, що слідував правилам Василя або похідним від них документам. Перевагу, що Василь віддав кіновітному чернецтву перед відлюдництвом, і засудження крайніх форм аскетизму визначили подальшу популярність міського чернецтва. Наприкінці IV століття був заснований перший монастир в Константинополі, після чого їх число стало швидко рости. Зразком для наслідування в середньо- і пізньовізантійський період став столичний Студійський монастир, монахи якого в суспільній думці були головними хранителями істинної віри в період іконоборства у VIII—X століттях.

## Організації чернечого життя
Візантійські імператори приділяли значну увагу організації чернечого життя. Імператор Юстиніан I прийняв закони, що регулювали не лише економічну діяльність монастирів, але й їх внутрішній устрій. Завдяки пожертвам, здійснюваних імператорами і приватними особами, монастирі акумулювали величезні земельні володіння. Усвідомлюючи негативний вплив цього явища, спроби обмеження монастирського землеволодіння робили практично всі імператори, починаючи з VIII століття. З IX століття чернецтво стало масовим явищем. Окрім найбільших монастирів, які користувалися підтримкою імператорської сім'ї та вищої аристократії, існувало величезне число дрібних монастирів, в яких жило не більше трьох ченців. У XII столітті монастир став проявляти ознаки моральної деградації, яке стало наслідком тривалого періоду матеріального благополуччя. Падіння Константинополя в 1204 році викликало відродження чернецтва, яке в грецьких державах  сприймалося як ключовий елемент візантійської ідентичності. З відновленням Візантійської імперії в 1261 році почалися нові суперечки про ідеали чернецтва і християнської духовності, кульмінацією яких став ісихастський рух в XIV столітті на чолі з Григорієм Паламою.
Найважливішою функцією монастирів було надання притулку від світу, де можна було б вести праведне життя. Таке бажання могло виникнути у візантійців в будь-якому віці. Крім цього, монастирі виступали як благодійні установи, надаючи допомогу сиротам, людям похилого віку, хворим та іншим знедоленим верствам населення. На відміну від Заходу, освіта не входила в функції монастирів. Тим не менше їх роль в інтелектуальному і культурному житті країни була дуже значною. Найбільші монастирі мали скрипторії і бібліотеки праць переважно релігійного змісту. Значним був вплив чернецтва на розвиток візантійського богослов'я.